# Lipidanker

Schematische Darstellung der verschiedenen Arten von membranständigen Proteinen:
1) Interaktion durch eine amphipathische α-Helix parallel zur Membranebene.
2) Interaktion durch einen hydrophobe Schleife.
3) Interaktion durch eine Bindung mit Lipidankern an Membranlipide.
4) Elektrostatische oder ionische Interaktion mit Membranlipiden (z. B. über Calciumionen).

Ein Lipidanker (synonym Lipidverankerung, Membrananker) ist der Lipidanteil in einem peripheren Membranprotein.

## Eigenschaften
Durch Lipidanker werden membranständige Proteine (synonym periphere Membranproteine) an einer Biomembran befestigt. Die Proteine befinden sich dabei außen (peripher) an der Membran mit dem Lipidanteil eingelagert zwischen den Membranlipiden, im Gegensatz zu Transmembranproteinen, die Membranen durchspannen. Durch einen Lipidanker wird die Funktion des verankerten Proteins auf den Ort der Verankerung begrenzt. Als Lipidanker kommen natürlich die Myristylierung und die Palmitoylierung, der GPI-Anker, sowie verschiedene Formen der Prenylierung wie die Modifikation mit Dolichol, die Farnesylierung und die Geranylgeranylierung vor. Während ein Lipidanker an einem Protein die Affinität des Proteins zur Membran nur gering erhöht, führen zwei Lipidanker zur 
festen Bindung des Proteins an die Membran. Manche Lipidanker reichern sich in bestimmten Bereichen der Zellmembran an, z. B. GPI-Anker in Lipid Rafts. 
Bei dem Onkogen Ras werden Therapien zur Hemmung der Lipidverankerung von Ras untersucht, wodurch es weniger seine onkogene Funktion entfalten kann.